# Golden Grove (Guyana)
Golden Grove ist eine Siedlung von Guyana in der Region Demerara-Mahaica. 2002 hatte der Ort 10.763 Einwohner.

## Geographie
Der Ort liegt an der Atlantik-Küste im Gebiet von Enmore-Hope Village District, etwa 20 km östlich von Georgetown.
Der Ort ist wie alle Orte entlang der Küste am Reißbrett angelegt. Landwirtschaftliche Flächen erstrecken sich von der Küste aus schnurgerade ins Hinterland. Im Umkreis liegen die Orte Haslington (W) und John and Cove (O) sowie Victoria.
Im Ort gibt es das Dr. C. C. Nicholson Hospital (Nabaclis), das President’s College und die Golden Grove Methodist Church.